# Ahová lépek, ott fű nem terem
Ahová lépek, ott fű nem terem (eredeti cím: La moutarde me monte au nez, am. „A mustár az orromig ér”) 1974-ben bemutatott francia filmvígjáték Claude Zidi rendezésében. A főszerepben Pierre Richard látható.

## Cselekmény
|  | Alább a cselekmény részletei következnek! |

Pierre kétballábas, szórakozott matematikatanár egy lánygimnáziumban. Tehetséges író, ezért az egyik újságíró barátja rendszeresen rábízza bulvárcikkei megírását, polgármester apja pedig a politikai beszédei megfogalmazását. Mindezek mellett az iskolaigazgató még egy köteg kijavítandó dolgozatot is a nyakába sóz. A szórakozott Pierre mappáit tanítványai összekeverik, melyben a legújabb bulvárcikk, pikáns lesifotók, apja beszéde és a dolgozatok vannak, ezért tanítás közben elrohan, hogy minden mappát visszacseréljen.
A dolgozatokért egy filmforgatásra kell mennie, ahol Jackie Logan színésznő westernfilmet forgat. Miután autóval belehajt a felvételbe és tönkreteszi a díszleteket, az egész stáb őt kezdi el üldözni. Végül Jackie lakókocsijának vízzel teli fürdőkádjában bújik el, amely visszatér a színésznő otthonába. Megpróbál észrevétlenül megszökni, de Jackie oncillája elkapja és a szeretője távollétében unatkozó színésznő egész estére, majd - mivel Pierre elalszik a sok bortól - kénytelen-kelletlen éjszakára is magánál tartja. Őszintén beszélgetnek, kissé összebarátkoznak és Pierre reggel, kölcsönöltönyben, rózsaszín hajjal stoppal indul vissza az iskolába tanítani. Egy kék hajú élveteg szépfiú veszi fel. Az iskolában Danielle, a menyasszonya menti meg a nyárspolgár igazgató előtti lebukástól. Később a bulvárlap főszerkesztője, aki megtudja, hogy a cikkeket valójában ő írja, állást kínál neki. A gimnáziumi tanár felháborodik, a bulvárlapok cikkeit hazugságnak tartja, majd elfecsegi, hogy ő tudja legjobban az igazságot, ugyanis Jackie házában aludt éjszaka. Elmeséli mi minden történt vele, miközben a gátlástalan főszerkesztő magnóra veszi a történetét, majd másnap nyomtatásban is megjeleníti, a riportalany fényképével együtt.
Jackie elképesztő haragra gerjed, ezért azt hazudja egy rögtönzött sajtótájékoztatón, hogy Pierre a vőlegénye. Pierre élete kezd darabjaira hullani, újraválasztására készülő apjának sem tesz jót fia egyre rosszabb híre. Apja, mivel sebészorvos is, megszervezi, hogy fiát kapják el az erre kiképzett ápolók, és gipszeljék be tetőtől-talpig, azt remélve, hogy ezzel ártalmatlanná teszi. Az akció némi kergetőzés - amely érinti a lányzuhanyzót is - után sikerül, Pierre azonban megszökik, és a filmforgatás helyszínére hajt egy halottszállító autóval (mert éppen az volt kéznél), hogy számon kérje Jackie-n a hazugságait, amit róla és a kapcsolatukról állított.

Végül Jackie egy vizes birkózás során (amelyet az újságírók is élvezettel fotóznak) megbocsát neki, megígéri, hogy helyesbít és tisztára mossa újdonsült barátját. A nagyszabású sajtótájékoztató, amit a polgármester vezet be, és melyen mindent helyre kellett volna hozni, botrányba fullad, ahogy Jackie és Danielle - Pierre hasztalan szétválasztási próbálkozása ellenére - tépni kezdi egymást az újságírók előtt... 
|  | Itt a vége a cselekmény részletezésének! |

## Szereposztás
- Pierre Richard – Pierre Durois, matematikatanár egy lánygimnáziumban
- Jane Birkin – Jackie Logan, híres filmszínésznő
- Claude Piéplu – Dr. Hubert Durois, Pierre apja, polgármester
- Jean Martin – iskolaigazgató
- Danielle Minazzoli – Danielle, Pierre barátnője, tornatanár
- Vittorio Caprioli – filmrendező
- Julien Guiomar – Albert Renaudin
- Henri Guybet – Patrick, Albert Renaudin unokaöccse
- Jean-Marie Proslier – kék hajú autóvezető
- Clément Harari – Harry Welsinger
- Bruno Balp – Grégoire

## Forgatási helyszín
- Aix-en-Provence, Franciaország